# Adalbert Riedl
Adalbert Riedl (* 28. Juli 1898 in Kobersdorf, Burgenland; † 5. Jänner 1978 in Eisenstadt, Burgenland) war ein österreichischer Lehrer, Museumsdirektor im Landesmuseum Burgenland und kurzzeitig Politiker der CSP und der VF.

## Leben
Adalbert Riedl absolvierte nach dem Besuch der Volksschule in Kobersdorf die Lehrerbildungsanstalt im heute ungarischen Győr. 1916 legte er die Matura ab. Nach vier Jahren Studium begann er 1920 seine pädagogische Tätigkeit als Volksschullehrer in Weppersdorf-Tschurndorf. 1923 wechselte er als Lehrer an die Volksschule in Markt Sankt Martin, in welcher er bis 1932 tätig war. In der Zeit von 1926 bis 1932 übernahm er die Funktion des Obmannes des Katholischen Lehrervereins.

## Politik
Ab 1932 war er zunächst Landesparteisekretär der CSP-Burgenland. Im August 1932 wurde Riedl als Mitglied des Bundesrats in Wien vereidigt. Nach Errichtung des autoritären Ständestaats 1934 wurde Ridel in den Bundeskulturrat berufen, der ihn in den Bundestag entsandte. Hier war Riedl am Aufbau der Vaterländischen Front beteiligt. Für die VF zeichnete Riedl am Anwerben neuer Mitglieder verantwortlich.
Nach dem „Anschluss Österreichs“ wurde Riedl aus allen politischen Funktionen enthoben und verhaftet. Von 1938 bis 1939 wurde er sogar für wenige Monate als Häftling im KZ Dachau interniert. 1940 fand er Arbeit als Hilfskraft im burgenländischen Landesmuseum. 1945, nach Ende des Kriegs, übernahm er interimistisch dessen Leitung, bis er 1950 endgültig zum Museumsdirektor ernannt wurde. 1963 ging er in Pension. Neben seiner Tätigkeit im Landesmuseum erhielt er vom Eisenstädter Bürgermeister Franz Elek-Eiweck gleich nach Kriegsende den Auftrag, sich um den Aufbau des Roten Kreuzes im Burgenland, das bisher zu Wien und Niederösterreich gehörte, zu kümmern.

## Auszeichnungen
- 1936 wurde ihm das Ritterkreuz des österreichischen Verdienstordens verliehen[2]
- 1949 wurde ihm der Ehrentitel Regierungsrat verliehen
- 1958 Hofrat
- Die Adalbert Riedl-Straße in Eisenstadt wurde nach ihm benannt